# Campeonato Europeu de Hóquei em Patins Masculino de 1929
O Campeonato Europeu de 1929 foi a 4.ª edição do Campeonato Europeu de Hóquei em Patins. Esta competição é organizada pelo CERH.

## Participantes
| Países     | Participação | Melhor Resultado              |
| Inglaterra | 4.ª          | Campeão (1926, 1927 e 1928)   |
| França     | 4.ª          | 2.º Lugar (1926, 1927 e 1928) |
| Alemanha   | 4.ª          | 3.º Lugar (1926 e 1928)       |
| Suíça      | 4.ª          | 3.º Lugar (1927)              |
| Bélgica    | 4.ª          | 5.º Lugar (1926 e 1928)       |
| Itália     | 4.ª          | 5.º Lugar (1927)              |
| ---------- | ------------ | ----------------------------- |

## Resultados
|            | Inglaterra | Itália | França | Alemanha | Suíça | Bélgica |
| ---------- | ---------- | ------ | ------ | -------- | ----- | ------- |
| Inglaterra |            | 6-2    | 6-3    | 7-1      | 2-2   | 2-0     |
| Itália     |            |        | 1-1    | 5-4      | 4-2   | 2-1     |
| França     |            |        |        | 3-4      | 6-0   | 9-0     |
| Alemanha   |            |        |        |          | 4-4   | 4-3     |
| Suíça      |            |        |        |          |       | 9-1     |
| Bélgica    |            |        |        |          |       |         |

## Classificação final
| Lugar | Seleção    | J | V | E | D | P | GM | GS | Dif. |
| ----- | ---------- | - | - | - | - | - | -- | -- | ---- |
|       | Inglaterra | 5 | 4 | 1 | 0 | 9 | 23 | 8  | 15   |
|       | Itália     | 5 | 3 | 1 | 1 | 7 | 14 | 14 | 0    |
|       | França     | 5 | 2 | 1 | 2 | 5 | 22 | 11 | 11   |
| 4     | Alemanha   | 5 | 2 | 1 | 2 | 5 | 17 | 22 | -5   |
| 5     | Suíça      | 5 | 1 | 2 | 2 | 4 | 17 | 17 | 0    |
| 6     | Bélgica    | 5 | 0 | 0 | 5 | 0 | 5  | 26 |      |

| Campeões Europeus 1929 |
| ---------------------- |
| Inglaterra             |
| INGLATERRA 4º Título   |